# راؤول ألبيول
راؤول ألبيول تورتاجادا (ولد في 4 سبتمبر 1985) هو لاعب كرة قدم إسباني محترف يلعب في مركز المدافع المركزي.
قضى معظم مسيرته مع فالنسيا وريال مدريد وفياريال، وفاز بخمسة ألقاب رئيسية بين الفريقين الأولين والدوري الأوروبي 2020–21 مع الفريق الثالث. خاض 394 مباراة في الدوري الإسباني وسجل ثمانية أهداف على مدار 16 موسمًا، كما لعب لعدة سنوات في الدوري الإيطالي مع نابولي.
منذ عام 2007، أصبح راؤول لاعباً دولياً مع منتخب إسبانيا، ومثل البلاد في بطولتين لكأس العالم وبطولة أمم أوروبا، وفاز بثلاث بطولات بما في ذلك كأس العالم 2010.

## المسيرة الكروية

### فالنسيا
ولد راؤول في فيلاماركسانت، منطقة فالنسيا، وبدأ لعب كرة القدم مع ناديين متواضعين في منطقته الأصلية، وانتقل إلى العملاق المحلي فالنسيا قبل الاحتفال بعيد ميلاده العاشر. شارك لأول مرة مع الفريق الأول في 24 سبتمبر 2003 في مباراة الدور الأول من كأس الاتحاد الأوروبي ضد آيك في سن 18 عامًا و20 يومًا، لكنه قضى العام الأول مسجلاً مع الاحتياطيين.
في أغسطس 2004، أثناء سفره لتوقيع صفقة للانضمام إلى خيتافي على سبيل الإعارة، تعرض راؤول لحادث سيارة خطير، وتم وضعه في العناية المركزة. تمكن من التعافي بشكل كامل، وبعد ظهوره مرة أخرى في يناير، لعب دورًا مهمًا في نجاة الفريق من معركة الهبوط. شارك لأول مرة في الدوري الإسباني في 15 يناير 2005 في مباراة انتهت بالتعادل 1-1 على أرضه مع أتلتيكو مدريد، وسجل ضد فريق آخر من العاصمة، ريال مدريد، في فوز 2-1 على أرضه بعد شهرين.
عاد راؤول إلى ملعب ميستايا في الموسم التالي، وسرعان ما أثبت نفسه باعتباره الخيار الأول بسبب تعدد استخداماته. في المباراة الافتتاحية لموسم 2006–07، سجل هدف الفوز ضد ريال بيتيس في فوز 2–1 على أرضه. وسجل أيضًا من مسافة بعيدة ضد أوليمبياكوس في 12 سبتمبر 2006 في مرحلة المجموعات من دوري أبطال أوروبا UEFA، والتي فاز بها فالنسيا 4-2 خارج أرضه.
خلال فترة الأربعة مواسم التي قضاها مع الفريق الأول، لعب راؤول 29 مباراة على الأقل في الدوري، وساهم في تحقيق الفوز في نسخة 2007-2008 من كأس ملك إسبانيا.

### ريال مدريد

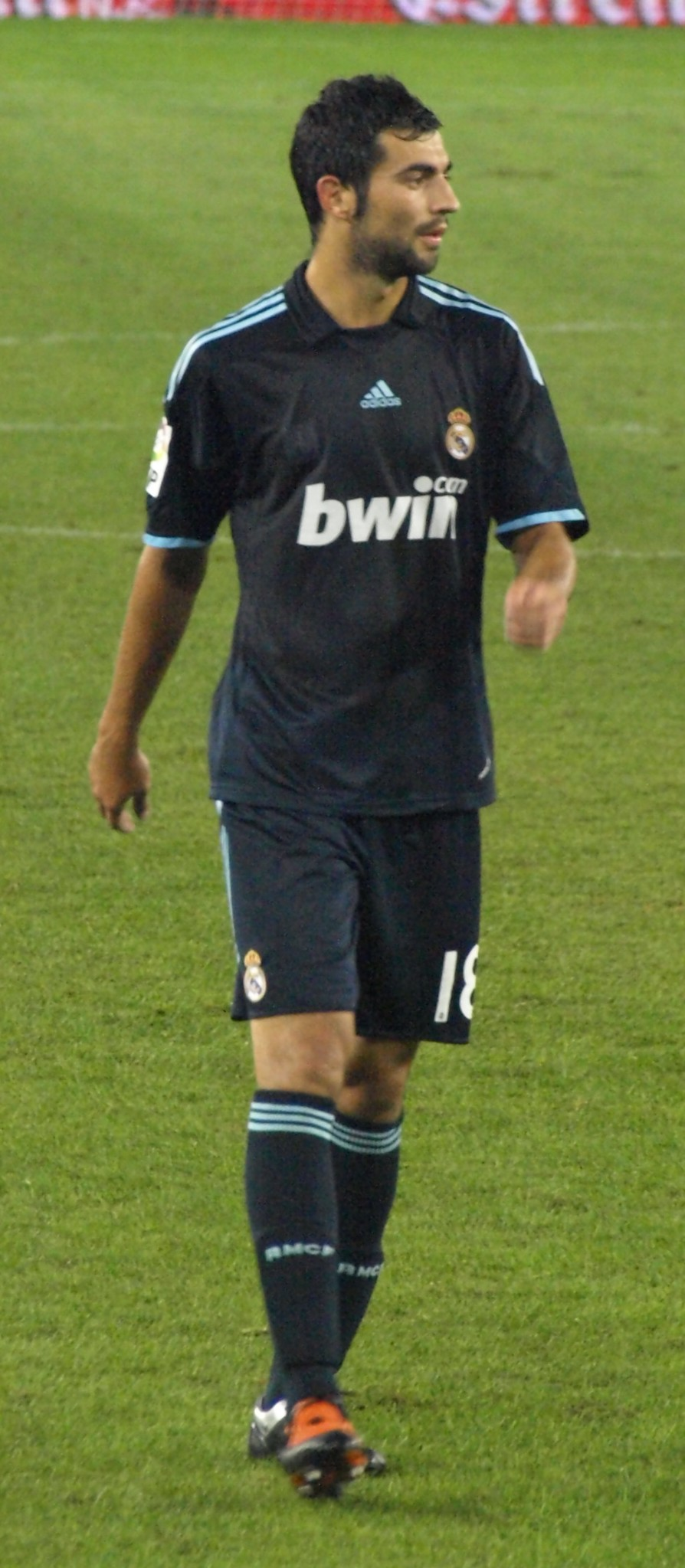
راؤول يلعب مع ريال مدريد في عام 2009

في 25 يونيو 2009، انضم راؤول إلى ريال مدريد مقابل رسوم يُعتقد أنها في حدود 15 يورو. مليون، ليصبح أول لاعب إسباني يوقع معه فلورنتينو بيريز عند عودته إلى الرئاسة. سجل هدفه الأول في 8 ديسمبر في مباراة دوري أبطال أوروبا التي فاز بها الفريق 3-1 خارج أرضه على مرسيليا. كان لاعبًا أساسيًا بلا منازع خلال حملة الدوري، ويرجع ذلك أساسًا إلى إصابة بيبي الخطيرة في الركبة.
في موسم 2010-2011، هبط راؤول إلى مقاعد البدلاء حيث جلب ريال مدريد لاعبًا آخر لمركزه، ريكاردو كارفاليو، ولم يظهر في الدوري إلا بسبب الإصابة أو الإيقاف لزملائه في الفريق؛ ومع ذلك، فقد بدأ في مسيرة الكأس المحلية للنادي. في 26 يناير 2011، في مباراة الذهاب في الدور نصف النهائي ضد إشبيلية (فوز خارج الأرض 1-0)، أبعد تسديدة لويس فابيانو قبل أن تعبر خط المرمى. في 16 أبريل، طُرد بسبب ارتكاب خطأ ضد زميله السابق في فريق فالنسيا ديفيد فيا داخل منطقة الجزاء خلال مباراة الكلاسيكو مع برشلونة، والتي أسفرت عن الهدف الأول في مباراة انتهت بالتعادل 1-1 في الدوري على أرضه.
في 6 أغسطس 2012، جدد راؤول عقده حتى يونيو 2017. في 27 نوفمبر، في أول ظهور له كقائد، في مباراة على أرضه ضد ألكويانو في كأس إسبانيا، اضطر للخروج على محفة بعد دقيقة واحدة فقط، ليظل على الهامش لمدة شهر تقريبًا بسبب إصابة في الكاحل.

### نابولي
في 21 يوليو 2013، انضم راؤول إلى نابولي مقابل 12 يورو. مليون، توقيع عقد لمدة أربع سنوات. شارك لأول مرة في الدوري الإيطالي في 25 أغسطس، في فوز 3-0 على أرضه على بولونيا.
سجل راؤول هدفه الأول لفريق رافائيل بينيتيز في 25 يناير 2014، بهدف التعادل في الدقيقة 88 في مباراة انتهت بالتعادل 1-1 على أرضه ضد كييفو فيرونا. في 3 مايو، لعب نهائي كأس إيطاليا بالكامل، وساعد في هزيمة فيورنتينا 3-1.

### فياريال
في 4 يوليو 2019، عاد راؤول البالغ من العمر 33 عامًا إلى إسبانيا بعد موافقته على صفقة مدتها ثلاث سنوات مع فياريال. شارك لأول مرة في 17 أغسطس، في مباراة تعادل فيها الفريق 4-4 على أرضه مع غرناطة.
سجل راؤول هدفين في 11 مباراة في الدوري الأوروبي 2020–21، حيث فاز النادي بأول شرف كبير في تاريخه الممتد 98 عامًا. في كأس السوبر الأوروبي 2021 ضد تشيلسي، أضاع ركلة الجزاء الحاسمة في ركلات الترجيح.
في 12 أبريل 2022، تم اختيار راؤول كأفضل لاعب في المباراة التي انتهت بالتعادل 1-1 خارج أرضه ضد بايرن ميونيخ في مباراة الإياب من ربع نهائي دوري أبطال أوروبا، مما ضمن تأهل فياريال بالفوز 2-1 في مجموع المباراتين. في مايو 2025، قبل أربعة أشهر من عيد ميلاده الأربعين، غادر ملعب لا سيراميكا.

## المسيرة الدولية

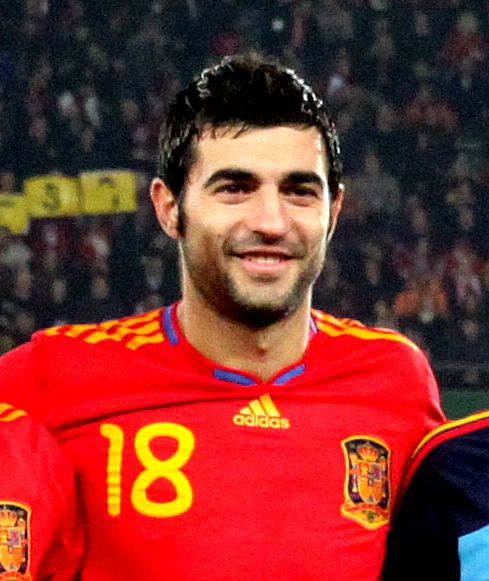
راؤول يستعد للانضمام إلى منتخب إسبانيا في عام 2009

بعد أن مثل إسبانيا على مستوى تحت 21 عامًا، ظهر راؤول لأول مرة مع الفريق الأول في 13 أكتوبر 2007 في تصفيات بطولة أمم أوروبا 2008 ضد الدنمارك، حيث فاز خارج أرضه 3-1. وفي المراحل النهائية، ظهر مرتين مع الفريق الذي فاز بالبطولة، ضد السويد ( حيث حل بديلاً للمصاب كارليس بويول ) واليونان.
ضم مدرب المنتخب الوطني الجديد فيسنتي ديل بوسكي راؤول إلى تشكيلة المنتخب المشارك في كأس القارات 2009 في جنوب أفريقيا. بدأ في أول مباراة لإسبانيا، حيث شارك مع بويول في قلب الدفاع أمام زميله في فريق فالنسيا كارلوس مارشينا وساعد في هزيمة نيوزيلندا 5-0.
تم اختيار راؤول للمشاركة في كأس العالم لكرة القدم 2010، لكنه لم يترك مقاعد البدلاء في بطولة كأس العالم بعد تعرضه لإصابة أثناء التدريب. مرة أخرى، بصفته لاعبًا غير مستخدم، كان أيضًا ضمن تشكيلة بطولة يورو 2012 في بولندا وأوكرانيا، والتي انتهت أيضًا بالفوز.
تم اختيار راؤول ضمن تشكيلة إسبانيا المكونة من 23 لاعباً لكأس العالم 2014. شارك لأول مرة في نهائيات كبرى في آخر مباراة في دور المجموعات ضد أستراليا مع خروج إسبانيا بالفعل، ولعب 90 دقيقة كاملة إلى جانب سيرجيو راموس في قلب الدفاع في فوز 3-0.

## أسلوب اللعب
لاعب موثوق وقوي بدنيًا يتفوق في الهواء، أهم أصول راؤول هي تعدد استخداماته، حيث يمكنه اللعب كقلب دفاع أو ظهير أيمن أو لاعب خط وسط دفاعي.

## الحياة الشخصية
لقب راؤول هو " الجوري ". كان شقيقه الأكبر ميغيل أيضًا لاعب كرة قدم، بينما ظهر والده، المسمى أيضًا ميغيل، في دوري الدرجة الثانية الإسباني مع نادي ساباديل. تم تسمية الأخ الأصغر، برايان، على اسم برايان لاودروب، الذي أعجب به راؤول بسبب نجاحه مع المنتخب الوطني الدنماركي.
أنجب راؤول ابنتين من زوجته أليشيا. في عام 2008، أسس مع جييرمو فرانكو وماركوس سينا نادي إيفانجيليكو، وهي منظمة تتكون من 140 رياضيًا و16 مدربًا والتي سعت إلى تعزيز القيم المسيحية بين الرياضيين الشباب في إسبانيا.

## إحصائيات المهنة

### النادي
آخر تحديث المباراة لعبت في 22 ديسمبر 2024
.
| النادي       | الموسم       | الدوري                           | الدوري    | الدوري  | كأس وطني  | كأس وطني | أوروبا    | أوروبا  | غيرها     | غيرها   | إجمالي    | إجمالي  |
| النادي       | الموسم       | القسم                            | التطبيقات | الأهداف | التطبيقات | الأهداف  | التطبيقات | الأهداف | التطبيقات | الأهداف | التطبيقات | الأهداف |
| ------------ | ------------ | -------------------------------- | --------- | ------- | --------- | -------- | --------- | ------- | --------- | ------- | --------- | ------- |
| فالنسيا ب    | 2003–04      | الدوري الإسباني الدرجة الثانية ب | 35        | 2       | -أجل      | -أجل     | -أجل      | -أجل    | -أجل      | -أجل    | 35        | 2       |
| فالنسيا      | 2003–04      | لاليغا                           | 0         | 0       | -أجل      | -أجل     | 2         | 0       | -أجل      | -أجل    | 2         | 0       |
| فالنسيا      | 2005–06      | لاليغا                           | 29        | 1       | 4         | 0        | 3         | 0       | -أجل      | -أجل    | 36        | 1       |
| فالنسيا      | 2006–07      | لاليغا                           | 36        | 1       | 4         | 2        | 12        | 1       | -أجل      | -أجل    | 52        | 4       |
| فالنسيا      | 2007–08      | لاليغا                           | 32        | 1       | 6         | 0        | 7         | 0       | -أجل      | -أجل    | 45        | 1       |
| فالنسيا      | 2008–09      | لاليغا                           | 34        | 2       | 2         | 0        | 6         | 0       | 2         | 0       | 44        | 2       |
| فالنسيا      | إجمالي       | إجمالي                           | 131       | 5       | 16        | 2        | 30        | 1       | 2         | 0       | 179       | 8       |
| إعارة        | 2004–05      | لاليغا                           | 17        | 1       | 2         | 0        | -أجل      | -أجل    | -أجل      | -أجل    | 19        | 1       |
| ريال مدريد   | 2009–10      | لاليغا                           | 33        | 0       | 2         | 0        | 8         | 1       | -أجل      | -أجل    | 43        | 1       |
| ريال مدريد   | 2010–11      | لاليغا                           | 20        | 0       | 6         | 0        | 6         | 0       | -أجل      | -أجل    | 32        | 0       |
| ريال مدريد   | 2011–12      | لاليغا                           | 10        | 0       | 2         | 0        | 5         | 0       | 0         | 0       | 17        | 0       |
| ريال مدريد   | 2012–13      | لاليغا                           | 18        | 1       | 5         | 0        | 3         | 0       | 1         | 0       | 27        | 1       |
| ريال مدريد   | إجمالي       | إجمالي                           | 81        | 1       | 15        | 0        | 22        | 1       | 1         | 0       | 119       | 2       |
| نابولي       | 2013–14      | الدوري الإيطالي                  | 32        | 1       | 5         | 0        | 9         | 0       | -أجل      | -أجل    | 46        | 1       |
| نابولي       | 2014–15      | الدوري الإيطالي                  | 35        | 0       | 3         | 0        | 12        | 0       | 1         | 0       | 51        | 0       |
| نابولي       | 2015–16      | الدوري الإيطالي                  | 36        | 1       | 0         | 0        | 3         | 0       | -أجل      | -أجل    | 39        | 1       |
| نابولي       | 2016–17      | الدوري الإيطالي                  | 26        | 0       | 3         | 0        | 6         | 0       | -أجل      | -أجل    | 35        | 0       |
| نابولي       | 2017–18      | الدوري الإيطالي                  | 31        | 3       | 0         | 0        | 8         | 0       | -أجل      | -أجل    | 39        | 3       |
| نابولي       | 2018–19      | الدوري الإيطالي                  | 20        | 1       | 0         | 0        | 6         | 0       | -أجل      | -أجل    | 26        | 1       |
| نابولي       | إجمالي       | إجمالي                           | 180       | 6       | 11        | 0        | 44        | 0       | 1         | 0       | 236       | 6       |
| فيلاريل      | 2019–20      | لاليغا                           | 36        | 1       | 2         | 0        | -أجل      | -أجل    | -أجل      | -أجل    | 38        | 1       |
| فيلاريل      | 2020–21      | لاليغا                           | 35        | 0       | 1         | 0        | 11        | 2       | -أجل      | -أجل    | 47        | 2       |
| فيلاريل      | 2021–22      | لاليغا                           | 28        | 0       | 2         | 1        | 12        | 0       | 1         | 0       | 43        | 1       |
| فيلاريل      | 2022–23      | لاليغا                           | 25        | 0       | 1         | 0        | 1         | 0       | -أجل      | -أجل    | 27        | 0       |
| فيلاريل      | 2023–24      | لاليغا                           | 26        | 0       | 1         | 0        | 3         | 0       | -أجل      | -أجل    | 30        | 0       |
| فيلاريل      | 2024–25      | لاليغا                           | 15        | 0       | 1         | 0        | -أجل      | -أجل    | -أجل      | -أجل    | 16        | 0       |
| فيلاريل      | إجمالي       | إجمالي                           | 165       | 1       | 8         | 1        | 27        | 2       | 1         | 0       | 201       | 4       |
| إجمالي المهن | إجمالي المهن | إجمالي المهن                     | 609       | 16      | 52        | 3        | 123       | 4       | 5         | 0       | 789       | 23      |

### دولي
| المنتخب الوطني | سنة     | التطبيقات | الأهداف |
| -------------- | ------- | --------- | ------- |
| إسبانيا        | 2007    | 2         | 0       |
| إسبانيا        | 2008    | 8         | 0       |
| إسبانيا        | 2009    | 11        | 0       |
| إسبانيا        | 2010    | 2         | 0       |
| إسبانيا        | 2011    | 8         | 0       |
| إسبانيا        | 2012    | 7         | 0       |
| إسبانيا        | 2013    | 6         | 0       |
| إسبانيا        | 2014    | 6         | 0       |
| إسبانيا        | 2015    | 1         | 0       |
| إسبانيا        | 2018    | 1         | 0       |
| إسبانيا        | 2019    | 4         | 0       |
| إسبانيا        | 2021    | 2         | 0       |
| المجموع        | المجموع | 58        | 0       |

## الأوسمة
فالنسيا
- كأس الملك : 2007–08
- كأس الاتحاد الأوروبي : 2003–04[6]

ريال مدريد
- الدوري الإسباني : 2011–12
- كأس الملك: 2010–11 ؛ الوصيف: 2012–13
- كأس السوبر الإسباني : 2012

نابولي
- كأس إيطاليا : 2013–14[34]
- كأس السوبر الإيطالي : 2014

فياريال
- الدوري الأوروبي : 2020–21[38]

إسبانيا تحت 19 عامًا
- بطولة أوروبا تحت 19 سنة : 2004[63]

إسبانيا
- كأس العالم لكرة القدم : 2010

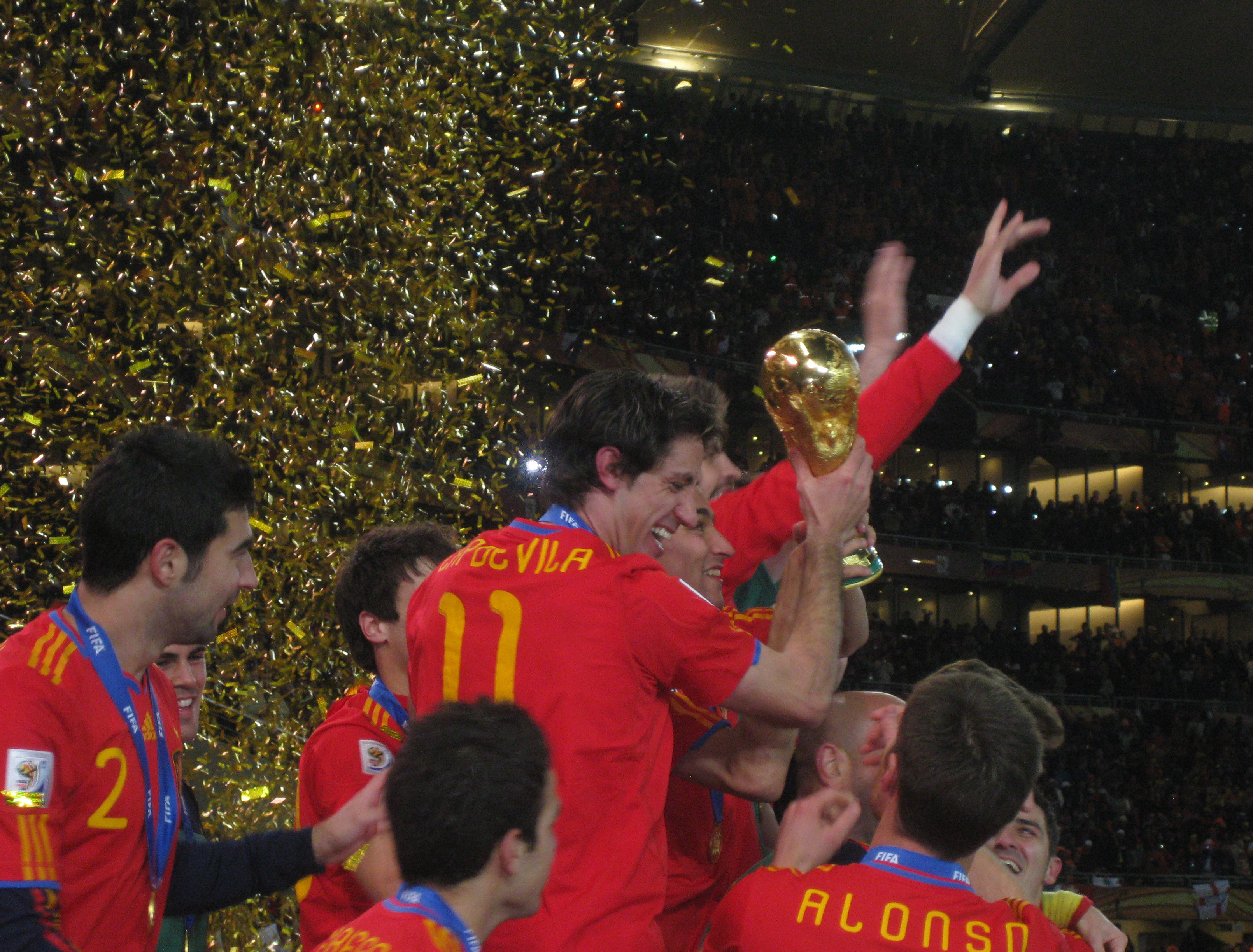
راؤول (رقم 2) يحتفل بفوز إسبانيا في نهائي كأس العالم لكرة القدم 2010

- بطولة أمم أوروبا لكرة القدم : 2008، 2012
- وصيف كأس القارات لكرة القدم: 2013؛ المركز الثالث 2009[64]

فردي
- أفضل لاعب صاعد في الدوري الإسباني لعام 2006[65]
- تشكيلة الموسم في الدوري الأوروبي: 2014–15،[66] 2020–21[67]

## روابط خارجية
- راؤول ألبيول على موقع الاتحاد الدولي (مؤرشف)  (الإنجليزية)
- راؤول ألبيول على موقع الاتحاد الأوربي (الإنجليزية)
- راؤول ألبيول على موقع قاعدة بيانات كرة القدم.إي يو (الإنجليزية)
- راؤول ألبيول على موقع بيانات كرة القدم. دي إي (الألمانية)
- راؤول ألبيول على موقع ناشيونال فوتبول تيمز (الإنجليزية)
- راؤول ألبيول على موقع Soccerbase.com (لاعب) (الإنجليزية)
- راؤول ألبيول على موقع Soccerway.com (الإنجليزية)
- راؤول ألبيول على موقع عالم كرة القدم.نت (الإنجليزية)
- راؤول ألبيول على موقع كووورة
- راؤول ألبيول على موقع AS.com (الإسبانية)